# Elisabeta de Virneburg
Elisabeta de Virneburg (n.c. 1303, Virneburg – d. 14 septembrie 1343, Königsfelden) a fost fiica lui Robert al II-lea de Virneburg, sora contelui Robert al III-lea de Virneburg și soție a ducelui Henric cel Blând.

## Biografia
Elisabeta s-a căsătorit la Viena cu soțul ei, Henric, la o vârstă fragedă în octombrie 1314 pentru a asigura votul unchiului ei, arhiepiscopul de Köln, Henric al II-lea, la alegerea lui Frederic cel Frumos ca rege. Căsătoria lor a rămas fără urmași. Henric cel Blând a murit în februarie 1327, iar Elisabeta i-a supraviețuit 16 ani.
A fost înmormântată în biserica Mănăstirii Königsfelden. În 1770 rămășițele ei au fost mutate întâi la Mănăstirea „Sf. Blasius”, iar după desființarea acesteia în 1806, la Mănăstirea Spital am Pyhrn, și în 1809 în cripta bisericii Mănăstirii „Sf. Paul” în Lavanttal din Carintia.
În descrierea reînhumării, Franz Kreutter menționează că a murit la vârsta de aproximativ 42 de ani și când a fost înmormântată purta doar o rochie simplă de in, ceea ce ar putea indica că posibilitatea ca ea să fi fost călugăriță la Mănăstirea Königsfelden.